# 큰부리고래
큰부리고래(학명: Berardius bairdii)는 부리고래과(또는 뼈죽주둥이고래과)에 속하는 고래이다. 기름고래, 베라르디우스고래 또는 망치고래라고도 한다.
몸길이 15-17m, 몸무게 15-20t이다. 몸은 가늘고 길며 머리는 팽대하였고 앞끝에 주둥이가 있다. 등지느러미는 작고 몸의 뒤쪽에 있다. 위턱은 주둥이 모양이고 그 뒤끝에서 이마가 갑작 높아지고 그 꼭대기에 콧구멍(분기공)이 있다. 아래턱은 위턱보다 길어 앞으로 튀어나왔으며 끝부분에 2쌍의 편평한 삼각형의 이빨이 있다. 몸빛깔은 흑갈색·흑색으로 배쪽에 불규칙한 백색의 얼룩무늬가 있다. 2-30마리의 무리를 지어 수심 1,000m 부근에서 생활하고 4,000m 이상 깊이 잠수하며 잠수시간은 50-80분이다. 먹이는 오징어·게·새우·심해어 등이다. 임신기간은 약 17개월, 3-4월에 새끼를 낳는다. 베링해에서 캘리포니아에 이르는 북태평양 해역에 분포한다.